# アルバノ・アンドラージ
アルバノ・アンドラージ（Albano Andrade、1909年12月14日 - 2021年6月29日）は、ポルトガルのスーパーセンテナリアン、ギネス世界記録保持者。  
2016年8月23日にマヌエル・ロドリゲス・オルタが死去して以降、ポルトガルの男性として最高齢であった。国内でもアウグスト・モレイラ・デ・オリベラに次いで史上2番目に長寿の男性である。存命時は9か月年上のマリア・ダ・エンカルナソ・ソウザが存命中だったため、男女を通した最高齢にはなれなかった。 

## 人物
1909年12月14日、ポルトガルのアヴェイロで生まれた。家族にも長寿の歴史があり、母親は96歳で亡くなり、父親は95歳で亡くなった。甥の1人は101歳で亡くなり、もう1人は2020年に100歳になった。4年生で学校を卒業し、教育者として働いた。バイオリンを弾くことが好きで、100歳を超えていても弾くことができたとされている。2013年時点でも一人暮らしをしていた。2019年、弟のアルベルト・アンドラージ(1911年-2021年)とともにギネスブックに存命中の世界最高齢の兄弟と認定された。
2019年12月、110歳の誕生日を迎え、スーパーセンテナリアンの仲間入りを果たした。
2021年6月29日に111歳197日で死去。死後、存命中のポルトガルで最高齢の男性の称号は1911年12月2日に生まれた弟のアルベルトに与えられたが、同年10月に109歳310日で死去した。